# Antiliberalisme
L'antiliberalisme és l'oposició a la filosofia política del liberalisme. Pot ser conservadorisme, autoritarisme, totalitarisme i en general qualsevol filosofia que s'oposa a les llibertats de l'individu. Hi ha grosso modo dues grans tendències: l'antiliberalisme filosòfic i l'antiliberalisme econòmic.

## Antiliberalisme filosòfic i polític
L'antiliberalisme filosòfic s'oposa a les teories de la il·lustració que defensen la idea de llibertat civil i religiosa de cada individu amb conceptes de llibertat de pensar, llibertat d'entreprendre, llibertat religiosa, lliure mercat, lliure arbitre… i que a partir de John Locke (1632-1704) es van popularitzar. Aquest crit per a la llibertat va desencadenar una reacció antiliberal de la part dels poders absoluts i de l'església catòlica, com que el liberalisme només acceptava límits i lleis que raguessin en un contracte social o en la naturalesa i que posava en dubte el dret diví o la possibilitat de lleis i poder que no es podrien posar en qüestió per què fossin d'origen divi (dei gratias). Aquest antiliberalisme és un aspecte d'un ample moviment d'antimodernisme, que va culminar el 1894 amb la publicació del Syllabus Errorum (resum dels errors) pel papa Pius IX, on el liberalisme va ser vilipendiat junts amb vuitanta altres «idees falses» com comunisme, socialisme, racionalisme etc.
Sota el poder de l'església i la monoarquia absolutista l'antiliberalisme va ser molt popular a Espanya durant tot el segle xix i un dels factors en l'èxit popular del carlisme, i fins a ben entrat al segle xx. Va surgir un moviment antiliberal del baix de la població al segle xix, entre d'altres per la població rural que no va gaire profitar les noves llibertats: «ni l'abolició dels senyorius, ni la desamortització van donar terres als pagesos que no en tenien». L'antiliberalisme polític va quedar el ciment entre l'església i la classe dirigent, malgrat una obertura superficial per aquesta darrera a idees noves en la Constitució Espanyola de 1876. Va ser una pedra angular de la dictadura de Primo de Rivera que va rebre el suport incondicional de l'església d'aleshores pel seu ideari «Nació, Església i Rei». L'antiliberalisme de l'església va ser un dels factors més importants que va fomentar l'anticatolicisme durant la Segona República Espanyola. El moviment franquista va identificar el liberalisme «com a responsable de tots els mals de la societat, de la nació i de l'home.»

## Antiliberalisme econòmic
L'antiliberalisme econòmic s'oposa al (neo)liberalisme econòmic, que en critica que només defensa la llibertat d'una minoria en aplicar la llei del més fort o el dogmatisme que la llibertat absoluta del mercat, resoldrà qualsevol problema social o econòmic. Redueix el concepte del liberalisme filosòfic que defineix la llibertat de l'home en tots els aspectes del seu ésser, a la sola llibertat econòmica.